# Bufonia
- Commons
- Wikispecies

Bufonia L. é um género botânico pertencente à família Caryophyllaceae.

## Espécies
- Bufonia calyculata Boiss. & Bal.
- Bufonia multiceps Decne.
- Bufonia oliveriana Ser.
- Bufonia tenuifolia L.
- Bufonia virgata Boiss.
- «Lista completa»

## Classificação do gênero
| Sistema | Classificação                    | Referência               |
| ------- | -------------------------------- | ------------------------ |
| Linné   | Classe Tetrandria, ordem Digynia | Species plantarum (1753) |
| Linné   | Classe Diandria, ordem Digynia   | Genera plantarum (1754)  |